# Ван Равенс, Лау
Лауренс (Лау) ван Равенс (нидерл. Laurens "Lau" van Ravens; 18 сентября 1922, Схидам — 23 октября 2018, Рейсвейк) — нидерландский футбольный судья, работавший в основном в чемпионате Нидерландов. Дважды признавался лучшим судьёй Нидерландов.
С 1966 года обслуживал матчи между сборными, был одним из судей финальной стадии чемпионата мира 1970 в Мексике. В 1969 году был назначен главным судьёй на финал Кубка обладателей кубков УЕФА между «Барселоной» и «Слованом», а через три года судил второй финальный матч Кубка УЕФА между английскими командами «Тоттенхэм» и «Вулверхэмптон». В июне 1972 года завершил судейскую карьеру.

## Личная жизнь
Лауренс родился в сентябре 1922 года в Схидаме. Отец — Лауренс ван Равенс, мать — Элизабет Йоханна Корпел, оба родителя были родом из Схидама.
Умер 23 октября 2018 года в Рейсвейке в возрасте 96 лет.

## Матчи национальных сборных
Условные обозначения:
- ТМ — товарищеский матч
- ОЧМ — отборочный турнир к чемпионату мира
- ОЧЕ — отборочный турнир к чемпионату Европы
- ЧМ — чемпионат мира
- ДЧВ — Домашний чемпионат Великобритании

| Матчи Лау ван Равенса в качестве главного судьи | Матчи Лау ван Равенса в качестве главного судьи | Матчи Лау ван Равенса в качестве главного судьи | Матчи Лау ван Равенса в качестве главного судьи | Матчи Лау ван Равенса в качестве главного судьи | Матчи Лау ван Равенса в качестве главного судьи | Матчи Лау ван Равенса в качестве главного судьи |
| ----------------------------------------------- | ----------------------------------------------- | ----------------------------------------------- | ----------------------------------------------- | ----------------------------------------------- | ----------------------------------------------- | ----------------------------------------------- |
| №                                               | Дата                                            | Место проведения                                | Команда 1                                       | Команда 2                                       | Счёт                                            | Соревнование                                    |
| 1                                               | 27 апреля 1966                                  | Центральный, Лейпциг                            | ГДР                                             | Швеция                                          | 4:1                                             | ТМ                                              |
| 2                                               | 26 ноября 1966                                  | Жози Бартель, Люксембург                        | Люксембург                                      | Франция                                         | 0:3                                             | ОЧЕ 1968                                        |
| 3                                               | 10 мая 1967                                     | Хэмпден Парк, Глазго                            | Шотландия                                       | СССР                                            | 0:2                                             | ТМ                                              |
| 4                                               | 24 февраля 1968                                 | Хэмпден Парк, Глазго                            | Шотландия                                       | Англия                                          | 1:1                                             | ОЧЕ 1968, ДЧВ 1967/68                           |
| 5                                               | 4 мая 1968                                      | Непштадион, Будапешт                            | Венгрия                                         | СССР                                            | 2:0                                             | ОЧЕ 1968                                        |
| 6                                               | 1 июня 1968                                     | Нидерзаксенштадион, Ганновер                    | Германия                                        | Англия                                          | 1:0                                             | ТМ                                              |
| 7                                               | 10 сентября 1969                                | Уллевол, Осло                                   | Норвегия                                        | Франция                                         | 1:3                                             | ОЧМ 1970                                        |
| 8                                               | 3 июня 1970                                     | Леон, Леон-де-лос-Альдама                       | Германия                                        | Марокко                                         | 2:1                                             | ЧМ 1970                                         |
| 9                                               | 14 июня 1970                                    | Ацтека, Мехико                                  | Уругвай                                         | СССР                                            | 1:0                                             | ЧМ 1970                                         |
| 10                                              | 31 октября 1970                                 | Пратер, Вена                                    | Австрия                                         | Италия                                          | 1:2                                             | ОЧЕ 1972                                        |
| 11                                              | 25 мая 1972                                     | Росунда, Сольна                                 | Швеция                                          | Венгрия                                         | 0:0                                             | ОЧМ 1974                                        |